# موش کیسه‌دار ناراستین
موش کیسه‌دار ناراستین (نام علمی: Pseudantechinus) نام یک سرده از تبار ستبردم‌تباران است.

## گونه‌ها
- موش کیسه‌دار ناراستین هارنی, Pseudantechinus bilarni
- موش کیسه‌دار ناراستین دم‌چاق, Pseudantechinus macdonnellensis
- موش کیسه‌دار ناراستین الکساندریا, Pseudantechinus mimulus
- موش کیسه‌دار ناراستین نینگ‌بینگ, Pseudantechinus ningbing
- موش کیسه‌دار ناراستین روری کوپر, Pseudantechinus roryi
- موش کیسه‌دار ناراستین وولی, Pseudantechinus woolleyae